# Dwarsprofiel

Dwarsprofiel

Een dwarsprofiel is een (denkbeeldige) doorsnijding van een terrein of constructie met een verticaal vlak, aangebracht loodrecht op de as ervan. 
Het dwarsprofiel van een weg of spoorlijn wordt meestal bepaald door eisen ten aanzien het profiel van vrije ruimte.